# 西祖谷山村善徳
西祖谷山村善徳（にしいややまむらぜんとく）は、徳島県三好市の町名。郵便番号は778-0102。

## 地理
三好市の南部に位置。南は西祖谷山村今久保・西祖谷山村重末・西祖谷山村冥地、西は西祖谷山村一宇・西祖谷山村田ノ内、北は池田町松尾、東は西祖谷山村下名・東祖谷小島・東祖谷高野・東祖谷今井・西祖谷山村閑定とそれぞれ接する。
南から東の一部境に祖谷川が流れており、日本三奇橋のひとつである祖谷のかずら橋が架かっている。かずら橋周辺は観光地となっており、宿泊施設や商業施設が点在している。

### 河川
- 祖谷川

### 小字
- 善徳蔓橋
- 善徳名越
- 善徳西の西
- 善徳西の東
- 善徳東の東

## 歴史
- 2006年（平成18年）3月1日 - 三好郡西祖谷山村が三野町・池田町・山城町・井川町・東祖谷山村と合併して三好市が発足し、現在の町名となる。

## 世帯数と人口
2021年（令和3年）12月31日現在の世帯数と人口は以下の通りである。
| 町丁           | 世帯数 | 人口  |
| -------------- | ------ | ----- |
| 西祖谷山村善徳 | 95世帯 | 153人 |

## 小・中学校の学区
市立小・中学校に通う場合、学区は以下の通りとなる。
| 番地 | 小学校             | 中学校               |
| ---- | ------------------ | -------------------- |
| 全域 | 三好市立檪生小学校 | 三好市立西祖谷中学校 |

## 施設

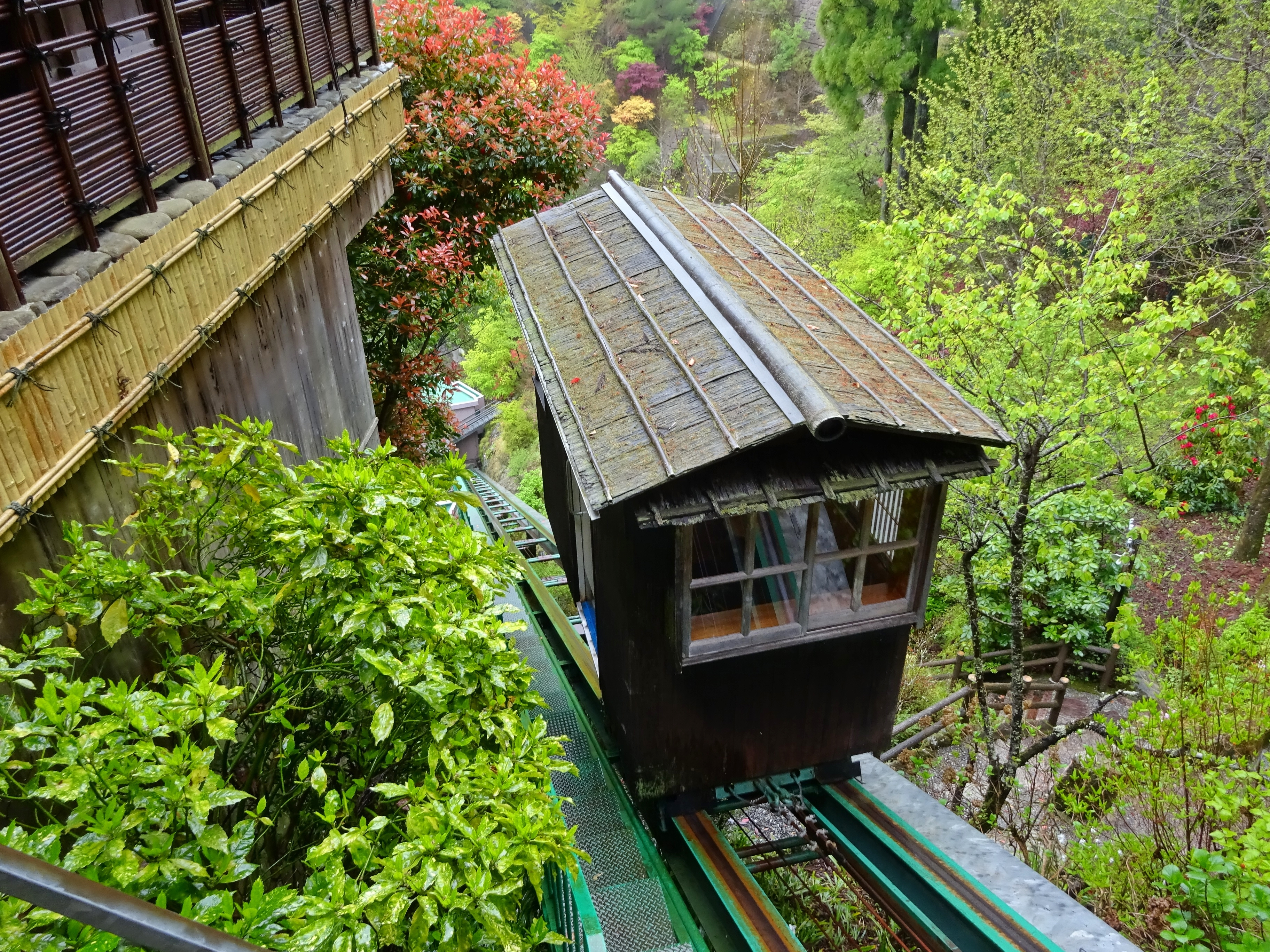
ホテルかずら橋のケーブルカー

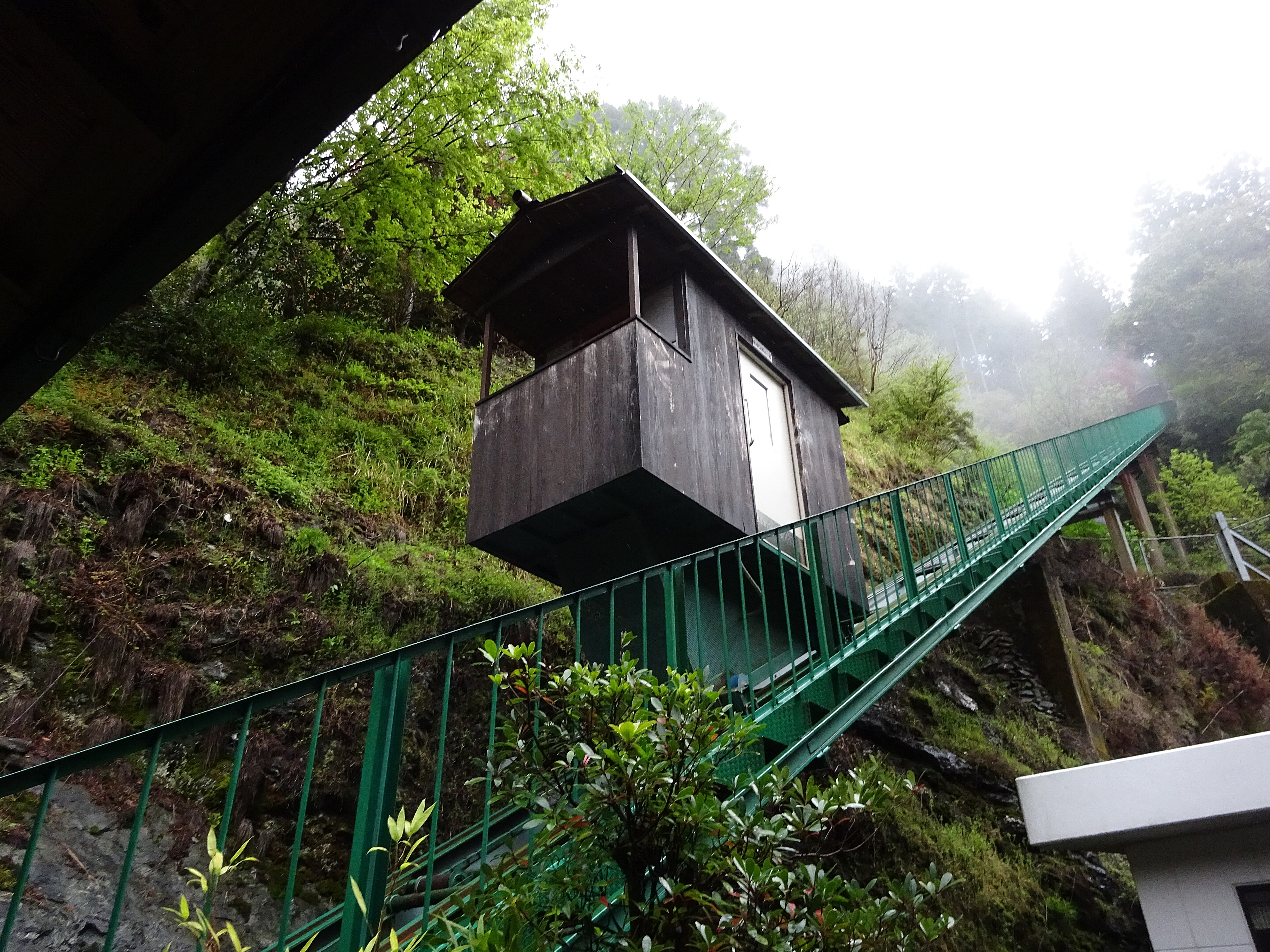
ホテルかずら橋のケーブルカー

### 名所
- 祖谷のかずら橋
- 新祖谷温泉ホテルかずら橋

### 社寺
- 天満神社 - 西祖谷の神代踊で知られる。
- 六所神社
- 聖神社

### かつて存在した施設
- 三好市立善徳小学校 - 2013年閉校。

## 交通

### 鉄道
- 最寄駅はJR土讃線の大歩危駅。

### 道路
都道府県道
- 徳島県道32号山城東祖谷山線